# Malus asiatica
Malus asiatica es una especie del género Malus, perteneciente a la familia Rosaceae. Es nativa de China.

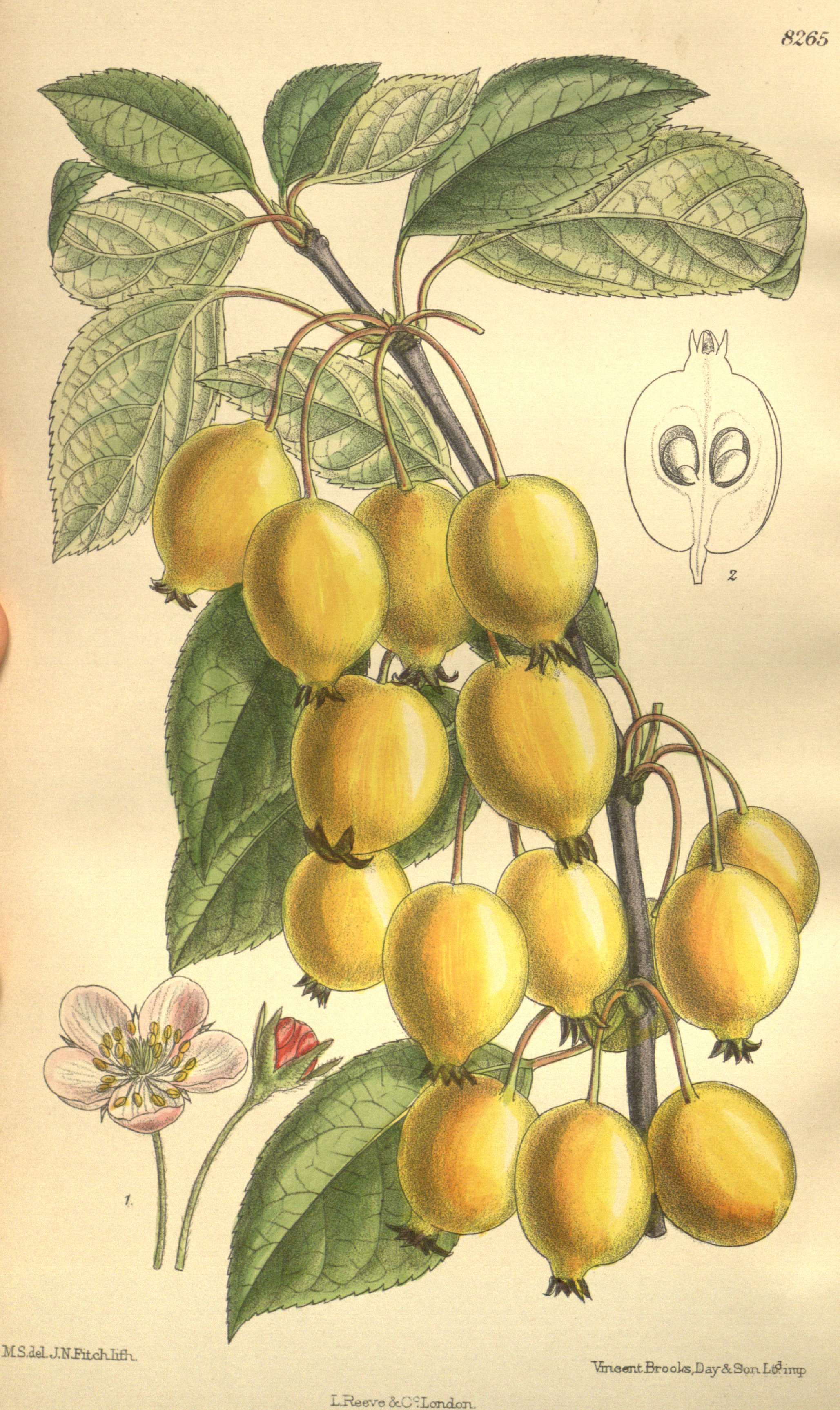
Detalle del fruto

## Descripción
Es un árbol pequeño, que alcanza un tamaño de 4-6 m de altura. Las ramitas de color marrón violáceo cuando envejece, cilíndricas, robustas, densamente pubescentes cuando jóvenes, glabras cuando son viejas, brotes de color rojo grisáceo, de forma ovoide, en un principio densamente pubescente, posteriormente glabrescentes. Estípulas caducas, lanceoladas, pequeñas, de 3-5 mm, membranosas; las láminas de las hojas elípticas, 5-11 × 4-5,5 cm,  la base redondeada o anchamente cuneada, serrulado el margen, el ápice agudo o acuminado. la inflorescencia en corimbos en los ápices de las ramitas, de 3-5 cm de diámetro, con 4-7 (-10) flores, brácteas caducas. Flores de 3-4 cm de diám. Hipanto densamente pubescente. Sépalos triangular-lanceoladas, de 4-5 mm, ligeramente más largos que el hipanto, ambas superficies densamente pubescentes. Pétalos de color rosa, de 0.8-1.3 cm. Estambres 17-20, desiguales, más cortos que los pétalos. El fruto es un pomo de color amarillo o rojo, ovoide o subgloboso, de 4-5 cm de diámetro. Fl. abril-mayo, fr. agosto-septiembre.

## Distribución y hábitat
Se encuentra en las pistas abiertas, los suelos arenosos de las llanuras, desde el nivel del mar a los 2800 metros en Gansu, Guizhou, Hebei, Henan, Hubei, Jiangsu, Liaoning, Mongolia Interior, Qinghai, Shaanxi, Shandong, Shanxi, Sichuan, Xinjiang, Yunnan y Zhejiang.

## Cultivo
Esta especie es un árbol frutal famoso en el norte y noroeste de China. Durante su largo período de cultivo, muchos cultivares han sido criados, el fruto de los cuales difieren en la forma, el  color, tamaño y maduración.

## Taxonomía
Malus asiatica fue descrita por Takenoshin Nakai y publicado en Icones Plantarum Koisikavenses 3: 19, pl. 155, en el año 1915.
Citología
El número de cromosomas es de 2n = 34 *, 51 *, 68 
Sinonimia
- Malus domestica var. asiatica (Nakai) Ponomar.
- Malus domestica var. rinki (Koidz.) Ohle
- Malus dulcissima var. asiatica Koidz.
- Malus dulcissima var. rinki (Koidz.) Koidz.
- Malus matsumurae Koidz.
- Malus prunifolia var. rinki (Koidz.) Rehder
- Malus pumila var. rinki Koidz.
- Pyrus matsumurae (Koidz.) Cardot
- Pyrus ringo Wenz.[6]